# Орнамент (албум)
Орнамент је други студијски албум српског поп певача Саше Ковачевића, издат 2010. године за Сити Рекордс. На албуму су се издвојиле песме Лудак, Лажу те, Бољи човек, Мила и Још ти се надам, дует са Емином Јаховић. Пратаће вокале певале су Ивана Селаков, Ивана Петерс, Леонтина, Јелена Томашевић, Тијана Богићевић. Снимљени су спотови за Мила, Лажу те и Још ти се надам.

## Списак песама
| №   | Назив           | Текст                       | Музика            | Трајање |  |
| 1.  | Лудак           | Новица Бојић Нокаш          | Жељко Васић       |         |  |
| 2.  | Коме да верујем | Ранко Слијепчевић           | Ранко Слијепчевић |         |  |
| 3.  | Поносна на нас  | Душан Алагић                | Душан Алагић      |         |  |
| 4.  | Мила            | Новица Бојић                | Жељко Васић       |         |  |
| 5.  | Тишина          | Ранко Слијепчевић           | Ранко Слијепчевић |         |  |
| 6.  | Моје последње   | Жељко Васић                 | Жељко Васић       |         |  |
| 7.  | Како сада сам   | Бојан Бојовић (текстописац) | Бранко Милинковић |         |  |
| 8.  | Орнамент        | Ранко Слијепчевић           | Ранко Слијепчевић |         |  |
| 9.  | Још ти се надам | Емина Јаховић               | Михалис Хациђанис |         |  |
| 10. | Лажу те         | Новица Бојић                | Жељко Васић       |         |  |
| 11. | Бољи човек      | Душан Алагић                | Душан Алагић      |         |  |